# نور الطيب
نور الطيب (8 مارس 1993 في القاهرة) هي لاعبة إسكواتش مصرية محترفة. حققت أفضل تصنيف لها بعدما حلت في في فبراير 2018 في المرتبة الثالثة عالمياً. متزوجة من لاعب الإسكواتش المصري المحترف علي فرج.

## أهم الإنجازات
- البطلة – WISPA Young Player of the Year 2010 [3]
- البطلة – Internationaux De Creteil, Paris, France
- البطلة – British Junior Open U13, U15, U17, and U19
- البطلة – Pioneer U11 and U13
- البطلة – First National Championships U11 and U15
- البطلة - World Junior Champion 2011

## المشاركات العالمية

### بطولة هونج كونغ (المركز الثاني)
| النتيجة | السنة | المنافس      | النتيجة في النهائي |
| الوصيف  | 2014  | نيكول دايفيد | 11-4, 12-10, 11-8  |

### بطولة أمريكا المفتوحة (المركز الثاني)
| النتيجة | السنة | المنافس     | النتيجة في النهائي           |
| الوصيف  | 2015  | لاورا مسارو | 11-6, 9-11, 6-11, 11-8, 11-7 |

### بطولة ماليزيا المفتوحة (المركز الثاني)
| النتيجة | السنة | المنافس      | النتيجة في النهائي            |
| الوصيف  | 2014  | رنيم الوليلي | 7-11, 11-3, 12-10, 2-11, 11-7 |